# Ed Corney
Ed Corney (* 9. November 1933 in Honolulu, Hawaii, Vereinigte Staaten; † 1. Januar 2019) war ein US-amerikanischer Bodybuilder.

## Karriere
Corney konnte Wettbewerbe wie Mr. America, IFBB Mr. Universum sowie IFBB Masters Olympia gewinnen und war seit 2004 Mitglied der IFBB Hall of Fame.
Er galt als Perfektionist des Posings und wurde vor allem durch den Film Pumping Iron sehr bekannt.
Seinen ersten Wettkampf, den Mr. Fremont, gewann er im Jahr 1967 im Alter von 33 Jahren.

## Erfolge
(Quelle:)
| Jahr | Verband | Wettkampf                     | Klasse           | Platzierung       |
| ---- | ------- | ----------------------------- | ---------------- | ----------------- |
| 1967 |         | Mr. Fremont                   |                  | 1.                |
| 1967 |         | Mr. Central California        |                  | 1.                |
| 1968 |         | Mr. Heart of California       |                  | 1.                |
| 1968 | AAU     | Mr. Northern California       |                  | 1.                |
| 1968 |         | Mr. Westerner                 |                  | 1.                |
| 1968 |         | Mr. Golden West               |                  | 1.                |
| 1968 | AAU     | Mr. California                |                  | 5.                |
| 1969 | AAU     | Mr. Western America           |                  | 1.                |
| 1970 |         | Mr. Pacific Coast             |                  | 1.                |
| 1970 |         | Iron Man                      |                  | 1.                |
| 1970 | AAU     | Mr. America                   |                  | 11.               |
| 1970 | AAU     | Mr. California                | Most Muscular    | 2.                |
| 1971 | AAU     | Mr. America                   |                  | 4.                |
| 1971 | IFBB    | Mr. America                   | Short            | 1.                |
| 1971 | AAU     | Mr. California                | Most Muscular    | 1.                |
| 1971 | IFBB    | Mr. USA                       | Short & Overall  | 1.                |
| 1971 | IFBB    | Mr. Universe                  | Medium           | 3.                |
| 1972 | IFBB    | Mr. America                   | Short & Overall  | 1.                |
| 1972 | IFBB    | Mr. International             | Short            | 1.                |
| 1972 | IFBB    | Mr. Universe                  | Medium & Overall | 1.                |
| 1973 | IFBB    | Mr. World                     | Medium           | 1.                |
| 1974 | IFBB    | Mr. International             | Short            | 1.                |
| 1974 | IFBB    | Mr. World                     | Short            | 1.                |
| 1975 |         | Mr. Olympia                   | Lightweight      | 2.                |
| 1975 | IFBB    | World Pro Championships       | Lightweight      | 2.                |
| 1976 |         | Mr. Olympia                   | Lightweight      | 3.                |
| 1977 |         | Mr. Olympia                   |                  | 3.                |
| 1977 |         | Mr. Olympia                   | Short            | 2.                |
| 1978 | IFBB    | Night of Champions            |                  | 4.                |
| 1978 |         | Mr. Olympia                   |                  | 7.                |
| 1978 |         | Mr. Olympia                   | Lightweight      | 4.                |
| 1979 | IFBB    | Canada Pro Cup                |                  | keine Platzierung |
| 1979 | IFBB    | Grand Prix Pennsylvania       |                  | keine Platzierung |
| 1979 | IFBB    | Night of Champions            |                  | 8.                |
| 1979 |         | Mr. Olympia                   | Lightweight      | 9.                |
| 1979 | IFBB    | Pittsburgh Pro Invitational   |                  | 8.                |
| 1979 | IFBB    | Southern Pro Cup              |                  | 7.                |
| 1979 | IFBB    | World Pro Championships       |                  | 5.                |
| 1980 | IFBB    | Grand Prix Miami              |                  | 6.                |
| 1980 | IFBB    | Grand Prix Pennsylvania       |                  | 6.                |
| 1980 | IFBB    | Night of Champions            |                  | 4.                |
| 1980 |         | Mr. Olympia                   |                  | 11.               |
| 1980 | IFBB    | Pittsburgh Pro Invitational   |                  | 6.                |
| 1980 | IFBB    | Universe Pro                  |                  | keine Platzierung |
| 1980 | IFBB    | World Pro Championships       |                  | keine Platzierung |
| 1981 |         | Mr. Olympia                   |                  | 13.               |
| 1983 |         | Mr. Olympia                   |                  | 14.               |
| 1989 |         | Superbowl of Bodybuilding PBA |                  | 4.                |
| 1994 |         | Masters Mr. Olympia           |                  | 10.               |
| 1994 |         | Masters Mr. Olympia           | 60+              | 1.                |
| 1995 |         | Masters Mr. Olympia           |                  | 11.               |
| 1995 |         | Masters Mr. Olympia           | 60+              | 1.                |
| 1996 |         | Masters Mr. Olympia           |                  | 11.               |
| 1997 |         | Masters Mr. Olympia           | 60+              | 2.                |
| 1998 |         | Arnold Schwarzenegger Classic | Masters          | 10.               |

## Filmografie
- 1977: Pumping Iron